# Brent (ropa)

Měsíční průměrná spotová cena ropy Brent od května 1987

Brent je typ ropy, která je složena z 15 druhů ropy. Tyto druhy ropy jsou většinou těženy v ropných oblastech v Severním moři. Mezi základní složky Brentu patří Brent crude, Brent sweet, Oseberg nebo Forties. Cena ropy Brent se využívá k ocenění dvou třetin světových dodávek ropy.
Ropa typu Brent je lehká ropa, i když v porovnání s konkurenčním typem ropy WTI zas tak lehká není. Obsahuje zhruba 0,37 % síry. Tento typ ropy je ideální pro výrobu benzínu a středních destilátů. Ke zpracování této komodity dochází v rafinériích severozápadní Evropy, USA i v zemích okolo Středozemního moře. Ropa je na burze označena zkratkou "SC". Původně bylo možné s tímto typem ropy obchodovat pouze na Mezinárodní ropné burze v Londýně, ale v roce 2005 bylo zavedeno elektronické obchodování na Mezinárodní burze známé pod zkratkou ICE. Velikost jednoho kontraktu na ropu Brent je 1000 barelů a obchoduje se v amerických dolarech.